# Геометрическое нивелирование
Геометрическое нивелирование — метод измерения превышений (разности высот двух точек на местности) путем визирования горизонтальным лучом. Сущность геометрического нивелирования сводится к определению превышений между точками горизонтальным лучом. При выполнении геометрического нивелирования применяют нивелир и рейки. Приводят визирную ось инструмента в горизонтальное положение после чего берут отсчеты по шкалам установленных вертикально нивелирных реек.

## Простое нивелирование
Простым называют нивелирование, когда превышение от исходной до определяемой точек измеряется с одной установки инструмента..

## Технологические схемы простого нивелирования
Различают 3 основных технологические схемы простого геометрического нивелирования «нивелирование из средины», «нивелирование вперед» и комбинированный метод.

### Нивелирование «из середины»
Метод «нивелирование из средины» применяется при прокладке нивелирных ходов. Основным способом геометрического нивелирования является нивелирование «из середины».
Данный метод основан на теореме о вертикальных углах. Он позволяет компенсировать основную погрешность геометрического условия нивелира (не параллельность оси цилиндрического уровня и визирной оси).
Зрительная труба нивелира наводится на рейку, установленную в точке с исходной высотой (репер), и берется отсчет {\displaystyle a}. При визировании на 2-ю рейку в точке с искомой высотой 2-й — отсчет {\displaystyle b}. Далее вычисляют искомое превышение ({\displaystyle h}) по формуле:
{\displaystyle h=a-b.}
После чего можно вычислить высоту искомой точки:
{\displaystyle H_{1}=H_{0}+h.}

#### Порядок работ на станции
При нивелировании «из середины» соблюдается следующий порядок работы на станции:
— отсчеты по чёрной и красной сторонам задней рейки ({\displaystyle a})
— отсчеты по чёрной и красной сторонам передней рейки ({\displaystyle b})
— отсчеты записываются в журнал установленной формы
— вычисление и контроль расхождений превышений на станции, определённых по чёрным и красным сторонам задних и передних реек..

### Нивелирование «вперед»
Метод «нивелирование вперед» применяется при снесении высот со стенных реперов.
При нивелировании вперед нивелир устанавливают рядом с исходной точкой таким образом, чтобы окуляр находился над ней, визирную ось приводят в горизонтальное положение и с помощью рейки или рулетки измеряют высоту прибора (горизонт прибора) i над исходной точкой. Далее берут отсчет по рейке (а) на искомой точке и вычисляют превышение по формуле:
{\displaystyle h=i_{1}-a_{1}.}
После чего можно вычислить высоту искомой точки:
{\displaystyle H_{1}=H_{0}+h.}
Данный метод не позволяющий компенсировать основную погрешность геометрического условия нивелира при измерении превышения. Для чего используют повторное измерение (второй прием). Изменяют высоту визирования ({\displaystyle i}) то есть инструмент поднимают или опускают, при этом отсчет изменится на ту же величину, эффект параллельных линий({\displaystyle i_{1}-i_{2}=a_{1}-a_{2}}).
{\displaystyle h=i_{2}-a_{2}.}

#### Порядок работ на станции
При нивелировании «вперед» соблюдается следующий порядок работы на станции:
— Измерение высоты инструмента({\displaystyle i_{1}})
— Отсчеты по чёрной и красной сторонам передней рейки({\displaystyle a_{1}})
— отсчеты записываются в журнал установленной формы
— Перестановка инструмента
— Измерение «новой» высоты инструмента ({\displaystyle i_{2}})
— Отсчеты по чёрной и красной сторонам передней рейки ({\displaystyle a_{2}})
— отсчеты записываются в журнал установленной формы
— вычисление и контроль расхождений превышений на станции, определённых по чёрным и красным сторонам передней рейки с разной высотой инструмента

### Комбинированный метод
Комбинированный метод применяется при высотных съемках.
Комбинированный метод представляет собой сочетание методов «вперед» и «из середины». Заключается в однократном измерении на исходную точку, вычислении высоты инструмента и многократных измерений на искомые точки, без изменения горизонта прибора. С последующим вычислением высот точек через высоту инструмента по формуле:
высота инструмента — {\displaystyle i=H_{0}+a_{0}.}
Высоты искомых точек — {\displaystyle \left\{{\begin{matrix}H_{1}=i+a_{1}\\H_{2}=i+a_{2}\\\ldots \\H_{n}=i+a_{n}\end{matrix}}\right.}

#### Порядок работ на станции
При нивелировании «Комбинированным методом» соблюдается следующий порядок работы на станции:
— Измерение высоты инструмента ({\displaystyle i})
— Отсчеты по чёрной и красной сторонам задней рейки ({\displaystyle a_{1}})
— Многократные Отсчеты (на разных точках) по чёрной и красной сторонам передней рейки ({\displaystyle a_{1}a_{2}...a_{n}})
— отсчеты записываются в журнал установленной формы
— вычисление и контроль расхождений превышений на станции, определённых по чёрным и красным сторонам задних и передних реек

## Последовательное нивелирование
Последовательное нивелирование — нивелирование, выполняемое в несколько последовательных установок инструмента. И где определяемое (искомое) превышение находится как алгебраическая сумма всех измеренных на каждой из таких установок превышений.
Сопряжение смежных станций осуществляется через точки, общие для двух смежных стоянок (станций), называются связующими (точками сопряжения), а остальные — промежуточными. Точки сопряжения нивелируют по двум сторонам рейки с двух смежных станций, а промежуточные — по одной. Превышение на каждой станции равно разности отсчётов по рейке на связующих точках.
{\displaystyle \sum h_{n}=\sum a_{n}-\sum b_{n}.}

## Технологические схемы последовательного нивелирования
При последовательном нивелировании (прокладке нивелирных Ходов) применяют 2 основные конфигурации Линия и Полигон.
Нивелирный ход (линия) — построения опирающихся на реперы в начале и конце проложения (линии). Построения в виде замкнутых ходов называются полигонами. Так же для контроля измерения проводятся в одном (прямом) или в 2-х (прямое и обратное) направлениях.

### Висячий ход
Висячий ход — Нивелирный ход от одной твердой точки (репера).

### Свободный ход
Свободный ход не имеет известных абсолютных отметок и не предполагает определения высот.

### Линия
«линия нивелирования» — получаемая в результате выполнения работ по нивелированию воображаемая линия, соединяющая смежные нивелирные пункты.
Нивелирная линия — Нивелирный ход от одной твердой точки (репера) до другой твердой точки.
Основной математической характеристикой Нивелирной линии является: Сумма всех превышений равна разности высот начальной и конечной точки.
{\displaystyle \sum h_{i}=H_{0}-H_{n}.}

### Полигон
Нивелирный полигон — замкнутый нивелирный ход от одной твердой точки (репера).
«нивелирный полигон» — совокупность линий нивелирования, проходящих через нивелирные пункты, на которых начинаются или заканчиваются более 2 линий нивелирования, и образующих геометрическое построение в виде замкнутого полигона.
Основной математической характеристикой Нивелирного полигона является: Сумма всех превышений равна 0.
{\displaystyle \sum h_{i}=0.}

### Двустороннее нивелирование
Нивелирный ход измерения на котором проведены дважды (прямо и обратно), не редко по тем же точкам. Может иметь вид как линии так и полигона, быть как свободным так и висячим.
Основная математическая характеристика Двустороннего нивелирования: Сумма всех превышений, в «прямом» и «обратном» направлении, равна 0.
{\displaystyle \sum h_{i}+\sum -h_{i}=0.}

## Классы последовательного нивелирования
Геометрическое нивелирование по технологии и точности работ разделяется на I, II, III u IV классы и техническое нивелирование. В различных классах применяют различные по точности инструменты. Принцип заключается в создании построений от сетей высшей точности к сетям менее точным. привязка «через голову» запрещена.
| Класс       | Назначение        | Допустимые невязки, мм | Метод                                      | Направление Линий | Метод закрепления | Протяженность км                   | Инструмент (СКП) | Нормальная длина луча визирования (м) | Допустимое значение случайной СКП на 1 км хода, мм | Допустимое значение систематической СКП на 1 км хода, мм |
| ----------- | ----------------- | ---------------------- | ------------------------------------------ | ----------------- | ----------------- | ---------------------------------- | ---------------- | ------------------------------------- | -------------------------------------------------- | -------------------------------------------------------- |
| I класс     | Служебные сети    | 3 √ L (5 √ L )[1]      | "Из середины"                              | Прямо и Обратно   | Постоянный        | периметр 500—600                   | ±0,5 мм          | 50                                    | 0,8                                                | 0,08                                                     |
| II класс    | Служебные сети    | 5 √ L                  | "Из середины"                              | Прямо и Обратно   | Временный         | не менее 100 в одном направлении   | ±1 мм            | 80                                    | 2                                                  | 0,2                                                      |
| III класс   | Прикладные Задачи | 10 √ L                 | "Из середины"                              | Прямо и Обратно   | Временный         | 20-30                              | ±3 мм            | 75 - 100                              | 5                                                  |                                                          |
| IV класс    | Прикладные Задачи | 20 √ L                 | "Из середины"                              | Прямо             | Временный         | 5—7                                | ±3 мм            | 100                                   | 10                                                 |                                                          |
| Техническое | Технические       | 50 √ L                 | "Из середины", «вперед», «комбинированный» | Прямо             | Временный         | не более 2 (методом «Из середины») | ±10 мм           | 100 - 150                             |                                                    |                                                          |

.
Примечания к таблице:
1  Постановление Правительства РФ от 9 апреля 2016 г. № 289 «Об утверждении Положения о государственной геодезической сети и Положения о государственной нивелирной сети»
Нивелирные сети I и II классов используются для решения следующих научных задач:
изучение фигуры Земли и её внешнего гравитационного поля;
определение разностей нормальных высот и наклонов среднеуровенной поверхности морей и океанов, омывающих территорию Российской Федерации;
изучение современных вертикальных движений земной поверхности;
прогнозирование влияния производства на окружающую среду, особенно при добыче нефти, газа и других полезных ископаемых;
сейсмическое районирование территории Российской Федерации, выявление предвестников землетрясений;
изучение строения земной коры, получение данных о скоростях и направленности движений отдельных блоков, выявление действующих разломов и разрывов в земной коре.
Нивелирные сети III и IV классов создаются для сгущения государственной нивелирной сети и используются для выполнения топографических съемок, решения инженерно-геодезических задач, геологических изысканий и решения иных специальных задач.

## Основные источники ошибок

### Рефракция и Кривизна земли
Кривизна Земли — линия визирования, которая является горизонтальной на инструменте, будет уходить все выше и выше над поверхностью сфероида на больших расстояниях. Эффект кривизны земли незначителен на расстояниях до 2000 метров.
Рефракция — эффект рефракции заключается в кривизне линии визирования за счет изменения плотности атмосферы. Изменение плотности воздуха с высотой приводит к тому, что линия визирования наклоняется к Земле. Эффект рефракции незначителен на расстояниях до 100 метров.
Комбинированная поправка на рефракцию и кривизну составляет приблизительно
{\displaystyle \Delta h_{meters}=0.067D_{km}^{2}} или {\displaystyle \Delta h_{feet}=0.021\left({\frac {D_{ft}}{1000}}\right)^{2}}
Для точных работ эти эффекты должны быть устранены. Эффект кривизны земли устраняется методом «из середины». Рефракция, как правило, является самым большим источником ошибок. Для коротких линий влияние температуры и давления атмосферы как правило незначительны, но влияние градиента температуры dT / dh может привести к ошибкам.

### Гравитационное поле Земли
В идеальном случае — гравитационное поле Земли полностью регулярное и постоянное. В реальности гравитационном поле Земли неравномерно. Что приводит к искажениям на больших расстояниях. На малых «плечах» характерных для инженерных проектов, влияние незначительно. Поправки за отклонение силы тяжести должны быть использованы во всех расчетах и измерениях при построении ГГС (Государственные Геодезические Сети).

### Случайная средняя квадратичная погрешность (СКП)
μ{\displaystyle ={\sqrt[{2}]{{\frac {1}{4n}}\sum {\frac {d^{2}}{r}}}}}

### Систематическая средняя квадратичная погрешность (СКП)
σ{\displaystyle ={\sqrt[{2}]{{\frac {1}{4\sum L}}\sum {\frac {S^{2}}{L}}}}}